# Jan Andel
Jan Roelof Andel (Ermelo, 25 maart 1939 – Doorn, 13 mei 2007) was een Nederlands politicus van de CHU en later het CDA.
Hij was vanaf 1967 secretaris van het college van diakenen van de Hervormde gemeente in Den Haag tot Andel in 1978 burgemeester werd van de Brabantse gemeente Willemstad. In 1985 volgde zijn benoeming tot burgemeester van Vlist wat in die periode samenging met de gemeenten Haastrecht en Stolwijk. In 1992 werd hij de eerste niet-katholieke burgemeester van Noordwijkerhout waar hij tot 2001 zou aanblijven. Hierna is hij vanaf april 2003 nog een jaar lang waarnemend burgemeester geweest van Jacobswoude.
Daarna was Andel onder andere nog actief als voorzitter van de klankbordgroep Oude Rijnzone. In 2007 overleed hij op 68-jarige leeftijd als gevolg van een hersenbloeding.
In Noordwijkerhout is de Andellaan naar hem vernoemd.